# Шеридан (Орегон)
Вижте пояснителната страница за други значения на Шеридан.
Шеридън (на английски: Sheridan) е град в окръг Ямхил, щата Орегон, САЩ. Шеридън е с население от 5785 жители (2006) и обща площ от 4,9 km². Намира се на 57,6 m надморска височина. ЗИП кодът му е 97378, а телефонният му код е 503, 971.